# Громов, Валериан Иннокентьевич
Валериан Иннокентьевич Гро́мов (27 февраля [10 марта] 1896, Троицко-Савск, Забайкальская область, Российская империя — 30 мая 1978, Москва, СССР) — советский геолог-четвертичник, палеонтолог и стратиграф, доктор геолого-минералогических наук, исследователь крупных млекопитающих четвертичного периода, заведующий отделом четвертичной геологии в ИГН АН СССР и ГИН АН СССР (1943—1970).

## Биография
Родился 27 февраля (10 марта) 1896 (в источниках встречаются даты 12 и 13 марта) года в городе Троицко-Савске (современный город Кяхта), Забайкальская область, в семье прапорщика запаса армейской пехоты, служащего Русско-Китайского банка. Семья переезжала по службе в Верхнеудинск, затем в Красноярск, где он сделал свои первые палеонтологические находки. В 1912 году была открыта Афонтова гора II и её исследователем стал 16-летний В. И. Громов.
В 1914 году поступил в Императорский Киевский университет на естественное отделение физико-математического факультета, но в 1916 году был призван в армию, где попал в школу прапорщиков, а затем на Германский фронт. Был ранен и демобилизован. В 1919 году был мобилизован в армию Колчака в Красноярске. В 1920 году был призван в гидрографический отряд Красного флота, в котором он обследовал устья северных рек.
В 1923 году возвращается обратно в Красноярск, где его назначили преподавателем и заведующим геологическим кабинетом земельного техникума.
В 1923—1925 годах участвовал (как геолог и палеонтолог) в раскопках Афонтовой горы.. В 1926—1927 годах вместе с Н. К. Ауэрбахом вёл раскопки Бирюсинской стоянки. В 1927 году предпринял самостоятельные раскопки Военного городка в окрестностях Красноярска.
С 1926 года переехал в Ленинград для работы в Институте истории материальной культуры КЕПС АН СССР.
С 1933 года работал в ГИН АН СССР, ИГН АН СССР. Был в экспедициях на Урале, вёл подготовительные работы к полевой экскурсии на Афонтовой горе участников Международного геологического конгресса (1937).
C 1943 года руководил Отделом четвертичной геологии. В 1956 году ИГН АН СССР был реорганизован в ГИН АН СССР, отдел был переименован в «Отдел геологии четвертичных отложений и генетических типов континентальных образований» (современная Лаборатория стратиграфии четвертичного периода).
Принял активное участие в работе Комиссии по изучению четвертичного периода.
На основе палеонтологического и археологического материала им обосновывалась стратиграфия четвертичных отложений — биостратиграфия.
Произведено датирование археологических памятников методами четвертичной геологии, исследована роль крупных млекопитающих и палеолитического человека в истории четвертичного периода.
Скончался 30 мая 1978 года в Москве.

## Семья
Отец — Громов, Иннокентий Валерианович (1865, Иркутск — 191?, Иркутск) — отставной военный, сотрудник Русско-Китайского банка. Мать — Евгения Ивановна (1875, Красноярск — 1944, Москва). Почётные граждане (сословие).
- Брат — Громов, Леонид Иннокентьевич (1899—1970), патологоанатом, доктор медицинских наук, заведующий отделением в Институте судебной медицины в Москве.

Жена — Штылько Варвара Владимировна (род. 1904), дети:
- Светлана (род. 1927, Ленинград).
- Дмитрий (род. 1930, Ленинград).

## Награды и премии
- 1934 — Большая серебряная медаль Географического общества СССР, за исследования четвертичных отложений в Западной Сибири.
- 1945 — орден Трудового Красного Знамени (10.06.1945)
- 1945 — Медаль «За доблестный труд в Великой Отечественной войне 1941—1945 гг.»
- 1947 — Медаль «В память 800-летия Москвы»
- 1947 — Премия имени А. П. Карпинского за обобщающий труд «Палеонтологическое и археологическое обоснование стратиграфии континентальных отложений четвертичного периода на территории СССР».
- 1950 — Сталинская премия второй степени, за геолого-палеонтологические исследования и разработку новой методики расчленения четвертичных отложений, обобщённые в научном труде «Палеонтологическое и археологическое обоснование стратиграфии континентальных отложений четвертичного периода на территории СССР» (1948)
- 1953 — орден Трудового Красного Знамени